# 157. strelska divizija (ZSSR)
157. strelska divizija (izvirno rusko 157. стрелковая дивизия; kratica 157. SD) je bila strelska divizija Rdeče armade v času druge svetovne vojne.

## Zgodovina
Divizija je bila ustanovljena leta 1939 v Novočerkasku in bila marca 1943 preoblikovana v 76. gardno strelsko divizijo.
Ponovno je bila ustanovljena še isti mesec v Kalininu s preoblikovanjem 148. strelske brigade.